# Czerwona Skałka (Przysłop Miętusi)

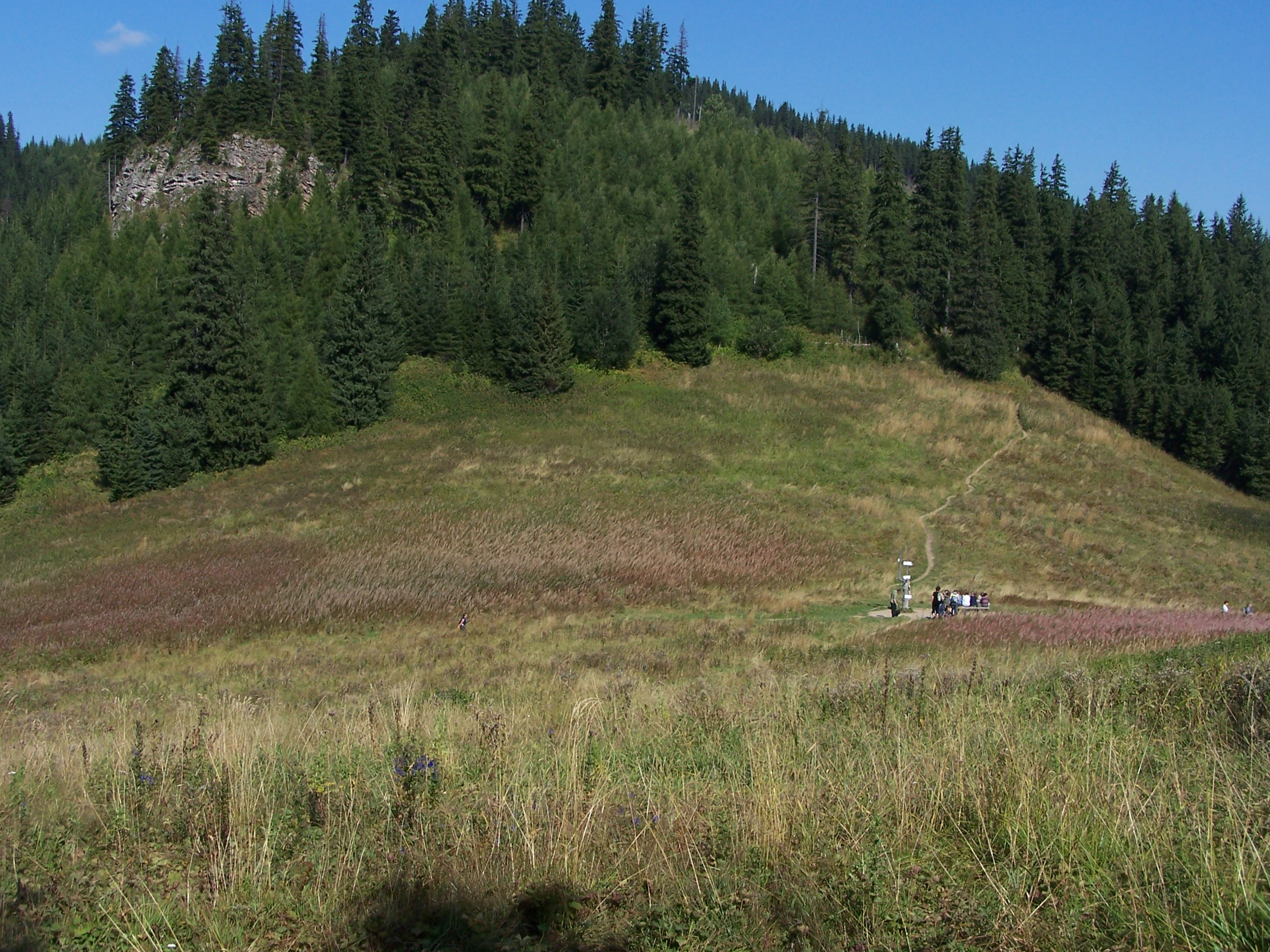
Czerwona Skałka i Przysłop Miętusi

Czerwona Skałka – nieduża skała po północnej stronie przełęczy Przysłop Miętusi w Tatrach Zachodnich. Jej czerwone zabarwienie pochodzi od zawartości rud żelaza, dawniej eksploatowanych. Wówczas skała znajdowała się na polanie, po zaprzestaniu wypasu jej otoczenie zarasta stopniowo świerkami. Skała znajduje się w stokach Hrubego Regla, po jej wschodniej stronie prowadzi czerwony szlak turystyczny z Przysłopu Miętusiego przez Staników Żleb do Nędzówki.